# Тренель (департамент)
Департамент Тренель  (исп. Departamento de Trenel) — департамент в Аргентине в составе провинции Ла-Пампа.
Территория — 1955 км². Население — 5426 человек. Плотность населения — 2,80 чел./км².
Административный центр — Тренель.

## География
Департамент расположен на северо-востоке провинции Ла-Пампа.
Департамент граничит:
- на севере — с департаментом Реалико
- на востоке — с департаментом Марако
- на юге — с департаментом Конело
- на западе — с департаментом Ранкуль

## Административное деление
Департамент состоит из 3 муниципалитетов:
- Тренель
- Арата
- Метилео

## Важнейшие населенные пункты[3]
| № | Населённый пункт | Населённый пункт (исп.) | Категория | Население чел. (2010) | На карте                        |
| - | ---------------- | ----------------------- | --------- | --------------------- | ------------------------------- |
| 1 | Тренель          | Trenel                  | город     | 3387                  | 35°41′51″ ю. ш. 64°08′01″ з. д. |
| 2 | Арата            | Arata                   | поселок   | 1026                  | 35°38′21″ ю. ш. 64°21′24″ з. д. |
| 3 | Метилео          | Metileo                 | поселок   | 483                   | 35°46′26″ ю. ш. 63°56′33″ з. д. |